# Dania na Letnich Igrzyskach Olimpijskich 1976
Danię na  Letnich Igrzyskach Olimpijskich 1976 reprezentowało 66 sportowców (56 mężczyzn i dziesięć kobiet) w 40 konkurencjach. Był to osiemnasty start reprezentacji Danii na letnich igrzyskach olimpijskich.

## Zdobyte medale
| Medal | Zawodnik                                                 | Dyscyplina        | Konkurencja             | Rezultat     |
| ----- | -------------------------------------------------------- | ----------------- | ----------------------- | ------------ |
| Złoto | Erik Hansen Poul Richard Høj Jensen Valdemar Bandolowski | Żeglarstwo        | Klasa Soling            | 46,7 pkt     |
| Brąz  | Verner Blaudzun Gert Frank Jørgen Emil Hansen Jørn Lund  | Kolarstwo szosowe | Jazda drużynowa na czas | 2:12:20 h    |
| Brąz  | Niels Fredborg                                           | Kolarstwo torowe  | wyścig na 1 km na czas  | 1:07,617 min |

## Skład kadry

### Boks
Mężczyźni
| Zawodnik         | Konkurencja | 1/32                 | 1/16                    | 1/8                   | Ćwierćfinał      | Półfinał         | Finał            | Finał   |
| Zawodnik         | Konkurencja | Przeciwnik Wynik     | Przeciwnik Wynik        | Przeciwnik Wynik      | Przeciwnik Wynik | Przeciwnik Wynik | Przeciwnik Wynik | Miejsce |
| ---------------- | ----------- | -------------------- | ----------------------- | --------------------- | ---------------- | ---------------- | ---------------- | ------- |
| Hans Henrik Palm | -60 kg      |                      | Wasilij Sołomin P (0:5) | Nie awansował         | Nie awansował    | Nie awansował    | Nie awansował    | 15.     |
| Ib Bøtcher       | -67 kg      |                      | Walkower                | Carlos Santos P (0:5) | Nie awansował    | Nie awansował    | Nie awansował    | 9.      |
| Poul Frandsen    | -71 kg      | Tadija Kačar P (0:5) | Nie awansował           | Nie awansował         | Nie awansował    | Nie awansował    | Nie awansował    | 17.     |

### Gimnastyka
Mężczyźni
| Zawodnik        | Konkurencje            | Konkurencje            | Konkurencje     | Konkurencje     | Konkurencje                 | Konkurencje                 | Konkurencje          | Konkurencje          | Konkurencje            | Konkurencje            | Konkurencje         | Konkurencje         | Konkurencje | Konkurencje |
| Zawodnik        | Wielobój indywidualnie | Wielobój indywidualnie | Ćwiczenia wolne | Ćwiczenia wolne | Ćwiczenia na koniu z łękami | Ćwiczenia na koniu z łękami | Ćwiczenia na kółkach | Ćwiczenia na kółkach | Ćwiczenia na poręczach | Ćwiczenia na poręczach | Ćwiczenia na drążku | Ćwiczenia na drążku | Skoki       | Skoki       |
| Zawodnik        | Wynik                  | Pozycja                | Wynik           | Pozycja         | Wynik                       | Pozycja                     | Wynik                | Pozycja              | Wynik                  | Pozycja                | Wynik               | Pozycja             | Wynik       | Pozycja     |
| --------------- | ---------------------- | ---------------------- | --------------- | --------------- | --------------------------- | --------------------------- | -------------------- | -------------------- | ---------------------- | ---------------------- | ------------------- | ------------------- | ----------- | ----------- |
| Ole Benediktson | 105,70                 | 72.                    | 17,30           | 75.             | 17,65                       | 70.                         | 16,75                | 87.                  | 17,75                  | 62.                    | 17,95               | 58.                 | 18,30       | 60.         |

### Jeździectwo
| Zawodnik                                  | Konkurencja              | Grand Prix | Grand Prix | Finał         | Finał         |
| Zawodnik                                  | Konkurencja              | Wynik      | Poz.       | Wynik         | Poz.          |
| ----------------------------------------- | ------------------------ | ---------- | ---------- | ------------- | ------------- |
| Ulla Petersen                             | Ujeżdżenie indywidualnie | 1552,0     | 8.         | 1192,0        | 8.            |
| Tonny Jensen                              | Ujeżdżenie indywidualnie | 1521,0     | 12.        | 1076,0        | 12.           |
| Nils Haagensen                            | Ujeżdżenie indywidualnie | 1375,0     | 22.        | Nie awansował | Nie awansował |
| Ulla Petersen Tonny Jensen Nils Haagensen | Ujeżdżenie drużynowo     |            |            | 4380,0        | 6.            |

### Kajakarstwo
Kobiety
| Zawodnik   | Konkurencja | Eliminacje | Eliminacje | Repasaże | Repasaże | Półfinały | Półfinały | Finał          | Finał          | Pozycja        |
| Zawodnik   | Konkurencja | Czas       | Pozycja    | Czas     | Pozycja  | Czas      | Pozycja   | Czas           | Pozycja        | Pozycja        |
| ---------- | ----------- | ---------- | ---------- | -------- | -------- | --------- | --------- | -------------- | -------------- | -------------- |
| Kate Olsen | K-1 500m    | 2:18,26    | 6.         | 2:13,10  | 3.       | 2:12,71   | 4.        | Nie awansowała | Nie awansowała | Nie awansowała |

#### Kolarstwo szosowe
| Zawodnik                                                | Konkurencja                    | Czas                 | Pozycja              |
| ------------------------------------------------------- | ------------------------------ | -------------------- | -------------------- |
| Verner Blaudzun                                         | wyścig ze startu wspólnego (m) | Nie ukończył wyścigu | Nie ukończył wyścigu |
| Jørgen Emil Hansen                                      | wyścig ze startu wspólnego (m) | Nie ukończył wyścigu | Nie ukończył wyścigu |
| Bent Pedersen                                           | wyścig ze startu wspólnego (m) | Nie ukończył wyścigu | Nie ukończył wyścigu |
| Willy Skibby                                            | wyścig ze startu wspólnego (m) | Nie ukończył wyścigu | Nie ukończył wyścigu |
| Verner Blaudzun Gert Frank Jørgen Emil Hansen Jørn Lund | jazda drużynowa na czas (m)    | 2:12:20              | brąz                 |

### Kolarstwo torowe
| Zawodnik       | Konkurencja | Runda 1         | Repasaż         | 1/8 finału                           | Ćwierćfinały    | Półfinały       | Finał           | Pozycja |
| Zawodnik       | Konkurencja | Przeciwnik Czas | Przeciwnik Czas | Przeciwnik Czas                      | Przeciwnik Czas | Przeciwnik Czas | Przeciwnik Czas | Pozycja |
| -------------- | ----------- | --------------- | --------------- | ------------------------------------ | --------------- | --------------- | --------------- | ------- |
| Niels Fredborg | sprint      | Yoshikazu Cho   | Ron Boyle 11,96 | Dieter Berkmann Benedykt Kocot 11,59 | Anton Tkáč      | Nie awansował   | Nie awansował   | 7.      |

| Zawodnik       | Konkurencja    | Czas     | Pozycja |
| -------------- | -------------- | -------- | ------- |
| Niels Fredborg | wyścig na 1 km | 1:07,617 | brąz    |

| Zawodnik                                                  | Konkurencja | Kwalifikacje | Kwalifikacje | 1/8 finału | 1/8 finału | Ćwierćfinał    | Ćwierćfinał    | Półfinał       | Półfinał       | Finał          | Finał          | Pozycja |
| Zawodnik                                                  | Konkurencja | Czas         | M.           | Przeciwnik | Czas       | Przeciwnik     | Czas           | Przeciwnik     | Czas           | Przeciwnik     | Czas           | Pozycja |
| --------------------------------------------------------- | ----------- | ------------ | ------------ | ---------- | ---------- | -------------- | -------------- | -------------- | -------------- | -------------- | -------------- | ------- |
| Ivar Jakobsen Kim Refshammer Bjarne Sørensen Kim Svendsen | drużynowo   | 4:34,27      | 13.          |            |            | Nie awansowali | Nie awansowali | Nie awansowali | Nie awansowali | Nie awansowali | Nie awansowali | 13.     |

### Lekkoatletyka
Mężczyźni
Konkurencje biegowe
| Zawodnik       | Konkurencja | Eliminacje | Eliminacje | Ćwierćfinał | Ćwierćfinał | Półfinał      | Półfinał      | Finał         | Finał         |
| Zawodnik       | Konkurencja | Wynik      | Miejsce    | Wynik       | Miejsce     | Wynik         | Miejsce       | Wynik         | Miejsce       |
| -------------- | ----------- | ---------- | ---------- | ----------- | ----------- | ------------- | ------------- | ------------- | ------------- |
| Ruben Sørensen | 1500 m      | 3:45,39    | 8.         |             |             | Nie awansował | Nie awansował | Nie awansował | Nie awansował |
| Jørgen Jensen  | maraton     |            |            |             |             |               |               | 2:20:44,6     | 28.           |

Konkurencje techniczne
| Zawodnik       | Konkurencja | Kwalifikacje | Kwalifikacje | Finał | Finał   |
| Zawodnik       | Konkurencja | Wynik        | Miejsce      | Wynik | Miejsce |
| -------------- | ----------- | ------------ | ------------ | ----- | ------- |
| Jesper Tørring | skok wzwyż  | 2,16         | 12.          | 2,18  | 8.      |

### Łucznictwo
| Zawodnik      | Konkurencja       | 1 Runda FITA | 1 Runda FITA | 1 Runda FITA | 1 Runda FITA | 1 Runda FITA | 2 Runda FITA | 2 Runda FITA | 2 Runda FITA | 2 Runda FITA | 2 Runda FITA | Łącznie | Miejsce |
| Zawodnik      | Konkurencja       | 90 m         | 70 m         | 50 m         | 30 m         | Razem        | 90 m         | 70 m         | 50 m         | 30 m         | Razem        | Łącznie | Miejsce |
| ------------- | ----------------- | ------------ | ------------ | ------------ | ------------ | ------------ | ------------ | ------------ | ------------ | ------------ | ------------ | ------- | ------- |
| Arne Jacobsen | indywidualnie (m) | 265          | 282          | 295          | 331          | 1173         | 233          | 284          | 304          | 340          | 1161         | 2334    | 25.     |

### Pięciobój nowoczesny
| Zawodnik        | Konkurencja | Jazda konna | Jazda konna | Jazda konna | Szermierka      | Szermierka | Szermierka | Strzelanie | Strzelanie | Strzelanie | Pływanie | Pływanie | Pływanie | Bieg przełajowy | Bieg przełajowy | Bieg przełajowy | Suma punktów | Pozycja |
| Zawodnik        | Konkurencja | Kary        | M.          | Punkty      | wygrane/Porażki | M.         | Punkty     | Wynik      | M.         | Punkty     | Czas     | M.       | Punkty   | Czas            | M.              | Punkty          | Suma punktów | Pozycja |
| --------------- | ----------- | ----------- | ----------- | ----------- | --------------- | ---------- | ---------- | ---------- | ---------- | ---------- | -------- | -------- | -------- | --------------- | --------------- | --------------- | ------------ | ------- |
| Jørn Steffensen | mężczyźni   | 0           | 12.         | 1100        | 26/19           | 9.         | 856        | 196        | 3.         | 1044       | 3:45,89  | 38.      | 1068     | 13:04,0         | 14.             | 1213            | 5281         | 7.      |
| Klaus Petersen  | mężczyźni   | 64          | 31.         | 1036        | 20/25           | 30.        | 712        | 189        | 24.        | 890        | 3:39,03  | 23.      | 1120     | 13:35,20        | 33.             | 1120            | 4878         | 31.     |

### Piłka ręczna
Turniej mężczyzn
- Reprezentacja mężczyzn

| - Anders Dahl-Nielsen - Bent Larsen - Claus From - Henrik Jacobsgaard - Jesper Munk Petersen - Johnny Piechnik - Jørgen Frandsen |  | - Kay Jørgensen - Lars Bock - Palle Jensen - Thomas Pazyj - Thor Munkager - Søren Andersen |

Reprezentacja Danii brała udział w rozgrywkach grupy A turnieju olimpijskiego zajmując w niej czwarte miejsce. W meczu o 7. miejsce reprezentacja Danii uległa reprezentacji Czechosłowacji.
Grupa A
| Drużyna    | M | Mecze | Mecze | Mecze | Bramki | Bramki | Bramki | Pkt |
| Drużyna    | M | W     | R     | P     | +      | -      | +/-    | Pkt |
| ---------- | - | ----- | ----- | ----- | ------ | ------ | ------ | --- |
| ZSRR       | 5 | 4     | 0     | 1     | 111    | 77     | +34    | 8   |
| RFN        | 5 | 4     | 0     | 1     | 97     | 76     | +21    | 8   |
| Jugosławia | 5 | 4     | 0     | 1     | 110    | 93     | +17    | 8   |
| Dania      | 5 | 2     | 0     | 3     | 92     | 102    | 10     | 4   |
| Japonia    | 5 | 1     | 0     | 4     | 96     | 111    | -15    | 2   |
| Kanada     | 5 | 0     | 0     | 5     | 75     | 122    | -49    | 0   |

#### Rozgrywki grupowe
| 18 lipca 197619:00 | RFN | 18:14(7:5) | Dania |  |
| 18 lipca 197619:00 |     | 18:14(7:5) |       |  |

| 20 lipca 197620:30 | Jugosławia | 25:17(13:5) | Dania |  |
| 20 lipca 197620:30 |            | 25:17(13:5) |       |  |

| 22 lipca 197619:00 | Dania | 21:17(8:11) | Japonia |  |
| 22 lipca 197619:00 |       | 21:17(8:11) |         |  |

| 24 lipca 197620:30 | Dania | 24:18(7:6) | Kanada |  |
| 24 lipca 197620:30 |       | 24:18(7:6) |        |  |

| 26 lipca 197619:00 | ZSRR | 24:16(13:7) | Dania |  |
| 26 lipca 197619:00 |      | 24:16(13:7) |       |  |

#### Mecz o 7. miejsce
| 27 lipca 197619:00 | Dania | 21:25(13:11) | Czechosłowacja |  |
| 27 lipca 197619:00 |       | 21:25(13:11) |                |  |

### Pływanie
Kobiety
| Zawodniczka      | Konkurencja     | Eliminacje | Eliminacje | Półfinał       | Półfinał       | Finał          | Finał          |
| Zawodniczka      | Konkurencja     | Czas       | Miejsce    | Czas           | Miejsce        | Czas           | Miejsce        |
| ---------------- | --------------- | ---------- | ---------- | -------------- | -------------- | -------------- | -------------- |
| Susanne Nielsson | 100m klasycznym | 1:15,43    | 4.         | 1:15,38        | 7.             | Nie awansowała | Nie awansowała |
| Susanne Nielsson | 200m klasycznym | 2;41,09    | 2.         |                |                | Nie awansowała | Nie awansowała |
| Karin Deleurand  | 100m klasycznym | 1:19,06    | 4.         | Nie awansowała | Nie awansowała | Nie awansowała | Nie awansowała |
| Karin Deleurand  | 200m klasycznym | 2:45,96    | 6.         |                |                | Nie awansowała | Nie awansowała |

### Podnoszenie ciężarów
Mężczyźni
| Zawodnik        | Konkurencja | Rwanie   | Rwanie  | Podrzut  | Podrzut | Razem    | Pozycja |
| Zawodnik        | Konkurencja | Wynik    | Pozycja | Wynik    | Pozycja | Razem    | Pozycja |
| --------------- | ----------- | -------- | ------- | -------- | ------- | -------- | ------- |
| Erling Johansen | -82,5 kg    | 137,5 kg | 9.      | 170,0 kg | 10.     | 307,5 kg | 9.      |

### Strzelectwo
| Zawodnik             | Konkurencja                  | Kwalifikacje | Kwalifikacje | Finał         | Finał         |
| Zawodnik             | Konkurencja                  | Wynik        | Pozycja      | Wynik         | Pozycja       |
| -------------------- | ---------------------------- | ------------ | ------------ | ------------- | ------------- |
| Kell Runland         | pistolet szybkostrzelny 25 m | 587          | 15.          | Nie awansował | Nie awansował |
| Niels Dahl           | pistolet dowolny 50 m        | 542          | 31.          | Nie awansował | Nie awansował |
| Henning Clausen      | karabin 3 postawy 50 m       | 1139         | 20.          | Nie awansował | Nie awansował |
| Bo Lilja             | karabin 3 postawy 50 m       | 1129         | 35.          | Nie awansował | Nie awansował |
| Henning Clausen      | karabin leżąc 50 m           | 593          | 7.           | Nie awansował | Nie awansował |
| Hasse Persson        | karabin leżąc 50 m           | 578          | 72.          | Nie awansował | Nie awansował |
| Ernst Pedersen       | skeet                        | 192          | 14.          | Nie awansował | Nie awansował |
| Hans Kjeld Rasmussen | skeet                        | 192          | 14.          | Nie awansował | Nie awansował |

### Szermierka
Kobiety
| Zawodnik   | Konkurencja          | Runda 1                                                                     | Runda 1                         | Runda 2                                                                                            | Runda 2                                 | Półfinały                                                                                           | Półfinały                               | Finał          | Finał          | Pozycja |
| Zawodnik   | Konkurencja          | Przeciwnik                                                                  | Wynik                           | Przeciwnik                                                                                         | Wynik                                   | Przeciwnik                                                                                          | Wynik                                   | Przeciwnik     | Wynik          | Pozycja |
| ---------- | -------------------- | --------------------------------------------------------------------------- | ------------------------------- | -------------------------------------------------------------------------------------------------- | --------------------------------------- | --------------------------------------------------------------------------------------------------- | --------------------------------------- | -------------- | -------------- | ------- |
| Max Madsen | floret indywidualnie | Susan Stewart Ildikó Schwarczenberger Claudine le Comte Margarita Rodríguez | W (5:3) W (5:1) W (5:3) P (2:5) | Chantal Payer Ildikó Farkasinszky-Bóbis Ute Kircheis-Wessel Brigitte Gapais-Dumont Jelena Nowikowa | P (3:5) P (2:5) W (5:2) W (5:1) P (1:5) | Carola Mangiarotti Miecheline Borghs Ildikó Schwarczenberger Brigitte Gapais-Dumont Jelena Nowikowa | P (4:5) P (1:5) P (2:5) P (4:5) P (1:5) | Nie awansowała | Nie awansowała | 24.     |

### Wioślarstwo
Mężczyźni
| Zawodnik                    | Konkurencja | Eliminacje | Eliminacje | Repesaż | Repesaż | Półfinały      | Półfinały      | Finał (A)      | Finał (A)      | Miejsce        |
| Zawodnik                    | Konkurencja | Czas       | M.         | Czas    | M.      | Czas           | M.             | Czas           | M.             | Miejsce        |
| --------------------------- | ----------- | ---------- | ---------- | ------- | ------- | -------------- | -------------- | -------------- | -------------- | -------------- |
| Kim Rørbæk Mogens Rasmussen | M2-         | 7:46,75    | 5.         | 7:11,13 | 5.      | Nie awansowali | Nie awansowali | Nie awansowali | Nie awansowali | Nie awansowali |

Kobiety
| Zawodniczka                                                                                       | Konkurencja | Eliminacje | Eliminacje | Repesaż | Repesaż | Finał   | Finał | Miejsce |
| Zawodniczka                                                                                       | Konkurencja | Czas       | M.         | Czas    | M.      | Czas    | M.    | Miejsce |
| ------------------------------------------------------------------------------------------------- | ----------- | ---------- | ---------- | ------- | ------- | ------- | ----- | ------- |
| Kirsten Thomsen Else Mærsk-Kristensen Judith Andersen Karen Margrethe Nielsen Kirsten Plum Jensen | W4x+        | 3:19,95    | 5.         | 3:31,61 | 2.      | 3:46,99 | 6.    | 6.      |

### Żeglarstwo
| Zawodnik                                                 | Konkurencja | Wyścig | Wyścig | Wyścig | Wyścig | Wyścig | Wyścig | Wyścig | Punkty | Finałowa pozycja |
| Zawodnik                                                 | Konkurencja | 1      | 2      | 3      | 4      | 5      | 6      | 7      | Punkty | Finałowa pozycja |
| -------------------------------------------------------- | ----------- | ------ | ------ | ------ | ------ | ------ | ------ | ------ | ------ | ---------------- |
| Jørgen Lindhardsen                                       | Finn        | 21,0   | 17,0   | 17,0   | 27,0   | 14,0   | 22,0   | 15,0   | 106,0  | 14.              |
| Dan Ibsen Sørensen Lars Lønberg                          | klasa 470   | 13,0   | 10,0   | 28,0   | 26,0   | 28,0   | 5,7    | 17,0   | 99,7   | 12.              |
| Claes Thunbo Christensen Finn Thunbo Christensen         | Tempest     | 11,7   | 15,0   | 14,0   | 14,0   | 0,0    | 10,0   | 13,0   | 62,7   | 6.               |
| Per Kjærgaard Nielsen Peter Due                          | Tornado     | 8,0    | 10,0   | 19,0   | 5,70   | 18,0   | 17,0   | 16,0   | 74,7   | 9.               |
| Erik Hansen Poul Richard Høj Jensen Valdemar Bandolowski | Soling      | 3,0    | 3,0    | 19,0   | 11,7   | 20,0   | 0,0    | 10,0   | 46,7   | złoto            |